# Torneo FIRA 1938
El Torneo FIRA de 1938 (oficialmente FIRA Tournament 1938) fue la 3° edición del segundo torneo en importancia de rugby en Europa, luego del Torneo de las Seis Naciones.

## Formato
A diferencia de las ediciones anteriores, que se disputaba por medio de la eliminación directa, el formato se cambió a un torneo de todos contra todos entre las 3 selecciones participantes.

## Resultados

### Clasificación
| Lugar | Selección | Partidos | Partidos | Partidos  | Partidos | Puntos  | Puntos    | Puntos | Tabla de puntos |
| Lugar | Selección | Jugados  | Ganados  | Empatados | Perdidos | A favor | En contra | dif.   | Tabla de puntos |
| ----- | --------- | -------- | -------- | --------- | -------- | ------- | --------- | ------ | --------------- |
| 1     | Francia   | 2        | 2        | 0         | 0        | 19      | 13        | + 6    | 4               |
| 2     | Alemania  | 2        | 1        | 0         | 1        | 13      | 13        | 0      | 2               |
| 3     | Rumania   | 2        | 0        | 0         | 2        | 13      | 19        | -6     | 0               |

| 15 de mayo | Rumania | 8 - 11 | Francia |  |  |

| 18 de mayo | Rumania | 5 - 8 | Alemania |  |  |

| 22 de mayo | Francia | 8 - 5 | Alemania |  |  |

| Bandera de Francia |
| Campeón Francia    |
| Tercer título      |